# أفراهام هارمان
أفراهام هارمان ((بالعبرية: אברהם הרמן)، 1914 - 23 فبراير 1992)، كان دبلوماسيياً إسرائيلياً ومديراً أكاديمياً.

## سيرته الذاتية
وُلِد أفراهام هارمان في لندن في المملكة المتحدة. حصل على شهادة الحقوق من كلية وادهام، أكسفورد في عام 1935. في عام 1938، هاجر إلى فلسطين الانتدابية.
بعد استقلال إسرائيل في عام 1948، تم تعيينه نائباً لمدير قسم الصحافة والإعلام في وزارة الخارجية. في عام 1949، تم تعيينه أول قنصل عام في إسرائيل في مونتريال، كيبيك. في عام 1950، كان يعمل في الوفد الإسرائيلي لدى الأمم المتحدة. من 1953 إلى 1955، كان القنصل العام في نيويورك، ولاية نيويورك. من 1959 إلى 1968، كان سفير إسرائيل لدى الولايات المتحدة.
من 1968 إلى 1983، كان رئيس الجامعة العبرية في القدس. ومن ابين الأمور التي قام بها، كان مسؤولاً عن إعادة بناء وتوسعة الحرم الجامعي الأصلي للجامعة العبرية على جبل المشارف. بعد عام 1983، تم تعيينه مستشاراً.
كان هارمان الرئيس المؤسس للمجلس الإسرائيلي العام لليهود السوفييت، وهو المنصب الذي شغله حتى وفاته. حصل على شهادات فخرية من جامعة يشيفا، وجامعة برانديز، والجامعة العبرية، ومعهد وايزمان، وجامعة نيويورك، وكلية بروكلين، والمدرسة اللاهوتية اليهودية، وكلية الاتحاد العبري، وجامعة بيبردين، وجامعة سان فرانسيسكو، وجامعة روشستر. كما تم تعيينه زميلا فخريا من قبل جامعته، كلية وادهام، أكسفورد.
تم انتخاب كل من زوجة هارمان وزينا هارمان وابنتهما نعومي شازان في الكنيست. عاش في القدس حتى وفاته، ودُفِن في المدينة. وتم تسمية معهد أفراهام هارمان لليهودية المعاصرة في الجامعة العبرية في القدس على شرفه.